# Бабаджанов, Исрофил Хусейнович
Бабаджанов Исрофил Хусейнович (тадж. Бобоҷонов Исрофил Ҳусейнович переименовал на Бобоҷонзода Исрофил Ҳусейн; родился 15 ноября 1960 году в городе Пенджикент) — таджикский учёный-правовед, Председатель Международного коммерческого арбитража при Торгово-промышленной палате Республики Таджикистан и Главный научный сотрудник Института философии, политологии и права им. А. М. Баховаддинова Академии наук Республики Таджикистан, Государственный советник юстиции 1-класса, присвоено Указом Президента Республики Таджикистан 1996 года, доктор юридических наук, профессор.

## Биография
Бабаджанов Исрофил родился 15 ноября 1960 году в городе Пенджикент. В 1984 окончил юридический факультет Таджикского Госуниверситета им. В. И. Ленина (ТНУ). После окончания с 1985 по 1990 гг. работал по специальности в различных госучреждениях. С 1993—1995 гг. изберался депутатом Верховного Совета Республики Таджикистан двенадцатого созыва. С 1990 по 1996 гг. рабостал старшим советником Комитета по законодательству и правам человека Верховного Совета — Маджлиси Оли Республики Таджикистан. С 1996 по 2000 гг. работал в должности старшего советника Президента Республики Таджикистан по правовым вопросам и связям с парламентом. С марта 2003 года по августу 2005 года проработал в качестве судьи Фрунзенского района города Душанбе. С 1 августа 2005 по март 2009 гг. — председатель суда района Сино города Душанбе. С 2009 по 2015 гг. — председатель суда района Рудаки Республики Таджикистан. С 22.05.2015 г. — первый заместитель председателя Согдийского областного суда. С 07.09.2015 по настоящего времени работает Председателем Международного коммерческого арбитража при Торгово — промышленной палате Республики Таджикистан и Главный научный сотрудник Института философии, политологии и права им. А. М. Баховаддинова Академии наук Республики Таджикистан

## Основные труды
- В 2004 году защитил кандидатскую диссертацию по специальность 12.00.03 — гражданское право; предпринимательское право; семейное право; международное частное право по теме «ГРАЖДАНСКО-ПРАВОВЫЕ ПРОБЛЕМЫ ПРАВА НА ЖИЗНЬ И ЗДОРОВЬЕ»[2]

- В 2014 году защитил докторскую диссертацию по 2-ум специальностям 12.00.01. — Теория и история права и государства; история учений о праве и государстве — 12.00.03. — Гражданское право; предпринимательское право; семейное право; международное частное право по теме «Жизнь и смерть человека как институционально — правовые категории (теоретико-аксиологический и частно-правовой анализ)»[3]

Бабаджанов Исрофил Хусейнович является автором и соавтором более 200 научных и учебно-методических работ; стал одним из основоположников нового для таджикской юриспруденции научного направления, связанного с вопросами личные неимущественные права; нематериальные блага, в том числе право на жизнь, право на здоровье и их защиты; репродуктивное здоровье; гражданско—правовая ответственность; вопросы правового регулирования трансплантации органов и тканей человека, эвтаназия; собственность на тело человека; распоряжения правом на жизнь и правовая танатология.
- Гражданско-правовые проблемы права на жизнь и здоровье. (монография) Душанбе: Хумо. −2004. 176 с.

- Гносеология правовой танатология (теоретико-правовые аспекты учения о смерти) (монография) Душанбе-2009. 352 с.
- Жизнь и здоровье человека: современные проблемы правовой ответственности. Душанбе: Эр- граф- 2010. 452 с. В соав.
- Право на жизнь и право на смертную казнь (монография). Душанбе: Эр- граф- 2010. 196 с.
- Зашита наследственных прав в суде Научно-практическое пособие (на тадж.яз.). Душанбе: Эр- граф- 2011. 288 с.
- Жизнь и смерть человека в аксиологическом и проприетарном измерении (теоретико-правовой анализ) (монография). Душанбе: «ЭР-граф», 2012.
- Гражданский процесс: Образцы судебных документов. Учебное пособие. Второе издание. С изменением и дополнением. Душанбе: «ЭР-граф», 2013. 504 с. В соав.

- Актуальные проблемы квалификации преступлений (в теории и практике). Научно — практическое пособие. В 3-х частях. Душанбе: «Ямини Содик», 2014.;
- Права и обязанности пациентов в сфере здравоохранения: Вопросы и ответы. Практическое пособие. Душанбе, 2015. 36 с. (на тадж. яз.).
- Жизнь и смерть человека как институционально-правовые категории (теоретико-аксиологический и частно-правовой анализ). Монография.[5] В двух книгах. Книга первая: Генезис и субстанциональнные основы жизни и смерти человека в правовой науке. Душанбе. «Валиёр», 2016.
- Жизнь и смерть человека как институционально-правовые котегории (теоретико-аксиологический и частно-правовой анализ). Монография.[3] В двух книгах. Книга вторая: Современные биомедицинские технологии и нравственно-правовые основы распоряжения жизнью человека. Душанбе. «Валиёр», 2016.
- Правовое регулирование доступа к правовой информации. Монография / колл. авторов. Душанбе, 2017. (в соов).
- Уголовно — процессуальное право Республики Таджикистан. Курс лекции. Душанбе: «ЭР-граф», 2018. — 480 с. (на тадж. яз)
- Медицинское право Республики Таджикистан. Учебник для медицинских и юридических вузов. Изд. «Дониш», Душанбе, 2019. 737с.
- Уголовное право. (Общая часть). Учебник/ под ред. док.юр.наук доцент Рахимзода Р. Х. — Душанбе: «ЭР-граф», 2019. — 544 с. (на тадж. яз)
- Права пациентов и медицинского персонала. Учебное пособие. Душанбе: «Контраст», 2020. — 72 с (на русс. и тадж. яз)